# Resolutie 2276 Veiligheidsraad Verenigde Naties
Resolutie 2276 van de Veiligheidsraad van de Verenigde Naties werd op 24 maart 2016 unaniem aangenomen door de VN-Veiligheidsraad en verlengde het expertenpanel dat toezag op de sancties tegen Noord-Korea met een jaar.

## Achtergrond
Al in 1992 werd een akkoord gesloten over de bevriezing van Noord-Korea's kernprogramma. In het begin van de 21e eeuw kwam het land echter in aanvaring met de Verenigde Staten, toen president George W. Bush het land bij de zogenaamde as van het kwaad rekende. Noord-Korea hervatte de ontwikkeling van kernwapens en ballistische raketten om ze af te dragen.
In 2006 voerde het land een eerste kernproef uit, in 2009 gevolgd door een tweede. Hieropvolgend werden sancties ingesteld tegen het land.
In 2012 lanceerde het land met succes een raket met een satelliet, en schond daarmee de sancties die het land verboden kern- en rakettechnologie te ontwikkelen. De Veiligheidsraad besloot hierop om het land strengere sancties op te leggen. Als tegenreactie voerde Noord-Korea begin 2013 een nieuwe kernproef uit. In januari 2016 volgde opnieuw een kernproef; deze keer met een waterstofbom.

## Inhoud
Het mandaat van het in 2009 opgezette expertenpanel werd verder verlengd tot 24 april 2017. Er werd beslist dat ook de nieuwe sancties, die met resolutie 2270 waren ingesteld, onder dat mandaat vielen.

## Verwante resoluties
- Resolutie 2141 Veiligheidsraad Verenigde Naties (2014)
- Resolutie 2207 Veiligheidsraad Verenigde Naties (2015)

Lijst ·  2260 ·  2261 ·  2262 ·  2263 ·  2264 ·  2265 ·  2266 ·  2267 ·  2268 ·  2269 ·  2270 ·  2271 ·  2272 ·  2273 ·  2274 ·  2275 ·  2276 ·  2277 ·  2278 ·  2279 ·  2280 ·  2281 ·  2282 ·  2283 ·  2284 ·  2285 ·  2286 ·  2287 ·  2288 ·  2289 ·  2290 ·  2291 ·  2292 ·  2293 ·  2294 ·  2295 ·  2296 ·  2297 ·  2298 ·  2299 ·  2300 ·  2301 ·  2302 ·  2303 ·  2304 ·  2305 ·  2306 ·  2307 ·  2308 ·  2309 ·  2310 ·  2311 ·  2312 ·  2313 ·  2314 ·  2315 ·  2316 ·  2317 ·  2318 ·  2319 ·  2320 ·  2321 ·  2322 ·  2323 ·  2324 ·  2325 ·  2326 ·  2327 ·  2328 ·  2329 ·  2330 ·  2331 ·  2332 ·  2333 ·  2334 ·  2335 ·  2336